# Management des opérations

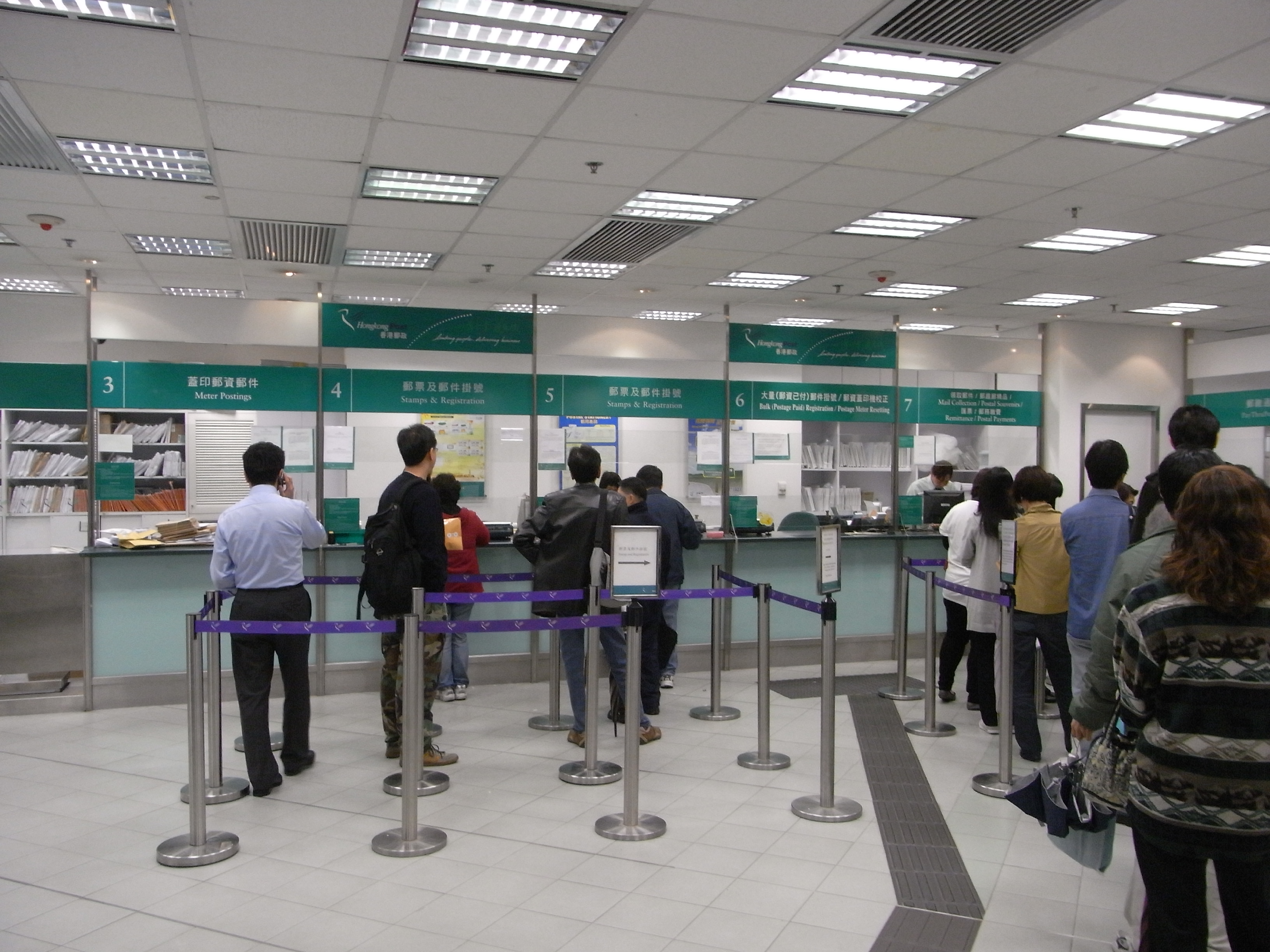
File d'attente dans un bureau de poste. Le management des opérations s'applique aussi bien aux activités de l'industrie manufacturière qu'à celles des services.

Le management des opérations est un domaine du management dont le but est de superviser la conception et le contrôle du processus de production et la refonte des opérations commerciales dans la production de biens ou de services.
Il implique la responsabilité de veiller à ce que les opérations commerciales soient efficaces, étant donné la présence de contraintes en termes d'utilisation de ressources. Ceci est généralement requis si une entreprise veut satisfaire les exigences du client. 
Le management des opérations se préoccupe du management du processus qui convertit les entrées (sous la forme de matériaux, de main-d'œuvre et d'énergie) en sorties (sous la forme de biens et/ou de services). 
Le management des opérations a pour objectif de permettre aux entreprises d'atteindre l'excellence opérationnelle. Cela répond donc à un enjeu d'agilité et de compétitivité. 
Le management des opérations est un des grands enjeux de l'Industrie du futur. Pour François Pellerin, directeur du projet Usine du futur de la région Aquitaine - Limousin - Poitou-Charentes : "Le management intermédiaire est le gros point faible de nos PME, souligne François Pellerin, directeur du projet Usine du futur de la région Aquitaine - Limousin - Poitou-Charentes. Il faut absolument former ce management à son nouveau rôle. Aujourd’hui, c’est la base qui sait. Le temps de petits chefs est révolu. C’est un changement culturel, qui est difficile à réaliser en France."